# Billancourt (Somme)
Pour les articles homonymes, voir Billancourt.
Billancourt est une commune française située dans le département de la Somme en région Hauts-de-France.

## Géographie

### Description
La commune est un village rural limité à l'ouest par l'ex-RN 30, actuelle route départementale 930, entre Nesle et Roye.
En 2019, la localité est desservie par les autocars du réseau inter-urbain Trans'80, Hauts-de-France (ligne no 53, Roye - Esmery-Hallon - Ham).

### Hydrographie
La commune est située dans le bassin Artois-Picardie. Elle n'est drainée par aucun cours d'eau.

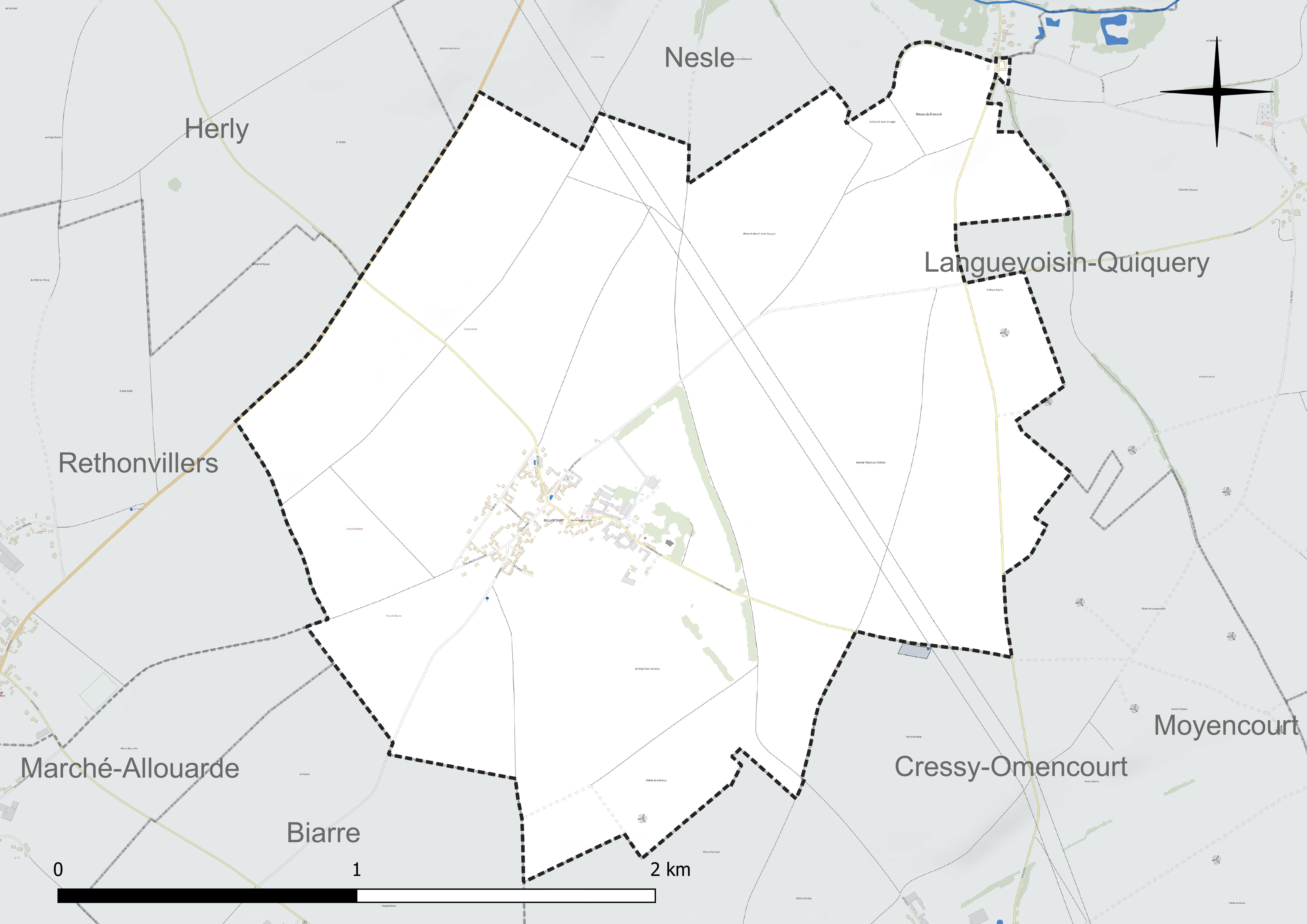
Réseau hydrographique de Billancourt.

### Climat
Pour des articles plus généraux, voir Climat des Hauts-de-France et Climat de la Somme.
En 2010, le climat de la commune est de type climat océanique dégradé des plaines du Centre et du Nord, selon une étude du CNRS s'appuyant sur une série de données couvrant la période 1971-2000. En 2020, Météo-France publie une typologie des climats de la France métropolitaine dans laquelle la commune est exposée à un climat océanique et est dans la région climatique Nord-est du bassin Parisien, caractérisée par un ensoleillement médiocre, une pluviométrie moyenne régulièrement répartie au cours de l'année et un hiver froid (3 °C).
Pour la période 1971-2000, la température annuelle moyenne est de 10,3 °C, avec une amplitude thermique annuelle de 14,7 °C. Le cumul annuel moyen de précipitations est de 704 mm, avec 11,5 jours de précipitations en janvier et 8,7 jours en juillet. Pour la période 1991-2020, la température moyenne annuelle observée sur la station météorologique la plus proche, située sur la commune de Rouvroy-en-Santerre à 14 km à vol d'oiseau, est de 10,8 °C et le cumul annuel moyen de précipitations est de 635,8 mm,. Pour l'avenir, les paramètres climatiques de la commune estimés pour 2050 selon différents scénarios d'émission de gaz à effet de serre sont consultables sur un site dédié publié par Météo-France en novembre 2022.

## Urbanisme

### Typologie
Au 1er janvier 2024, Billancourt est catégorisée commune rurale à habitat dispersé, selon la nouvelle grille communale de densité à sept niveaux définie par l'Insee en 2022.
Elle est située hors unité urbaine. Par ailleurs la commune fait partie de l'aire d'attraction de Roye, dont elle est une commune de la couronne,. Cette aire, qui regroupe 35 communes, est catégorisée dans les aires de moins de 50 000 habitants,.

### Occupation des sols
L'occupation des sols de la commune, telle qu'elle ressort de la base de données européenne d'occupation biophysique des sols Corine Land Cover (CLC), est marquée par l'importance des territoires agricoles (94,3 % en 2018), une proportion identique à celle de 1990 (94,3 %). La répartition détaillée en 2018 est la suivante : 
terres arables (92,3 %), zones urbanisées (5,7 %), zones agricoles hétérogènes (2 %). L'évolution de l'occupation des sols de la commune et de ses infrastructures peut être observée sur les différentes représentations cartographiques du territoire : la carte de Cassini (XVIIIe siècle), la carte d'état-major (1820-1866) et les cartes ou photos aériennes de l'IGN pour la période actuelle (1950 à aujourd'hui).

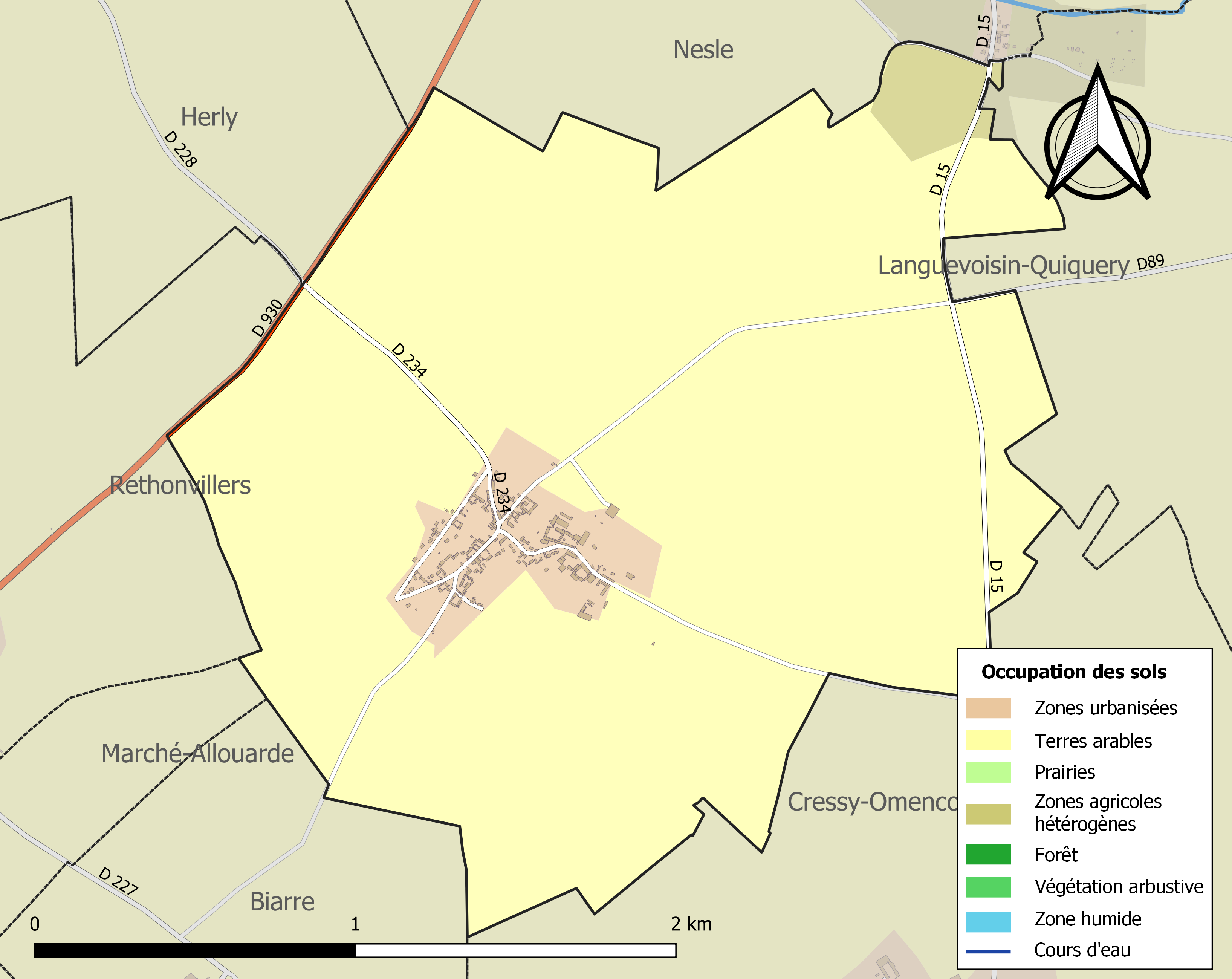
Carte des infrastructures et de l'occupation des sols de la commune en 2018 (CLC).

## Toponymie
Boislancort est relevé dès 1230. Apparaissent ensuite Builencort et Billiencourt. En 1605, la graphie définitive Billancourt est mentionnée.
Le suffixe « court » fait logiquement penser au domaine possédé par un propriétaire local aux environs du Ve siècle.

## Histoire
La voie romaine menant de Beauvais à Vermand passait à Billancourt. À Froidmont, passait la voie romaine allant de Noyon à Arras.
Le village existait à l'époque gallo-romaine.
Au Moyen Âge, associé à Froidmont, il appartient à Jean de Nesle. Il passe ensuite à la famille de Mazancourt qui le conserve jusqu'au XVIIIe siècle.
Le hameau de Froidmont, autrefois important, possédait un établissement des templiers, une église dédiée à saint Georges, une maladrerie et un château fort.
Dès le XIIe siècle, le village abrite une maladrerie.
Lors de la Révolution française et dans le cadre de l'abolition des privilèges, le 21 brumaire an II, le procureur de la commune brûle les titres féodaux du comte Dumaitz de Goimpy, seigneur local qui est emprisonné à Amiens.
À la fin de l'épopée napoléonienne, en 1814 et 1815, le secteur est occupé par les Cosaques.
Lors de la guerre franco-allemande de 1870, les Allemands réclament la somme importante à l'époque de 20 000 francs à la population. Dix-neuf hommes de la commune sont réquisitionnés, l'un d'entre eux perdra la vie.
Dès la fin du XIXe siècle, le hameau de Froidmont, à trois kilomètres du chef-lieu, jouxtant Nesle, ne consiste plus qu'en une ferme abritant 6 habitants.
Première Guerre mondiale
Le château de Billancourt a été détruit par les combats de la Première Guerre mondiale, en même temps que le village, que les Allemands n'ont pas épargné. Des vestiges subsistent cependant à l'emplacement du château reconstruit en 1924.
À la fin du conflit, le village est considéré comme détruit, il a été décoré de la Croix de guerre 1914-1918, le 3 novembre 1920.

## Politique et administration

### Rattachements administratifs et électoraux
La commune se trouvait jusqu'en 2016 dans l'arrondissement de Montdidier du département de la Somme. Par arrêté préfectoral du 27 décembre 2016, elle en est  détachée le 1er janvier 2017 pour intégrer l'arrondissement de Péronne
Pour l'élection des députés, elle fait partie depuis 2012 de la cinquième circonscription de la Somme.
Elle faisait partie depuis 1801 canton de Roye. Dans le cadre du redécoupage cantonal de 2014 en France, la commune est désormais rattachée au canton de Ham.

### Intercommunalité
La commune  faisait partie de la communauté de communes du Pays Neslois (CCPN), créée fin 2001, et qui succédait au district de Nesle, créé par arrêté préfectoral du 22 mai 1964.
La loi portant nouvelle organisation territoriale de la République (Loi NOTRe) du 7 août 2015, prévoyant que les établissements publics de coopération intercommunale (EPCI) à fiscalité propre doivent avoir un minimum de 15 000 habitants, le schéma départemental de coopération intercommunale (SDCI) arrêté par le préfet de la Somme le 30 mars 2016 prévoit notamment la fusion des communautés de communes du Pays Hamois et celle du Pays Neslois, afin de constituer une intercommunalité de 42 communes groupant 20 822 habitants, et précise qu'il « s'agit d'un bassin de vie cohérent dans lequel existent déjà des migrations pendulaires entre Ham et Nesle. Ainsi Ham offre des équipements culturels, scolaires et sportifs (médiathèque et auditorium de musique de grande capacité, lycée professionnel, complexe nautique), tandis que Nesle est la commune d'accueil de grandes entreprises de l'agroalimentaire ainsi que de leurs sous-traitants ».
La fusion intervient le 1er janvier 2017 et la nouvelle structure, dont la commune fait désormais partie, prend le nom de communauté de communes de l'Est de la Somme,.

### Liste des maires
| Période                                  | Période                    | Identité           | Étiquette | Qualité                        |
| ---------------------------------------- | -------------------------- | ------------------ | --------- | ------------------------------ |
| Les données manquantes sont à compléter. |                            |                    |           |                                |
| mars 2001                                | 2008                       | Jean-Claude Ansel  |           |                                |
| mars 2008                                | 2014                       | Claude Patry       |           |                                |
| 2014                                     | En cours (au 12 juin 2020) | Christophe Desachy |           | Réélu pour le mandat 2020-2026 |

## Population et société

### Démographie
L'évolution du nombre d'habitants est connue à travers les recensements de la population effectués dans la commune depuis 1793. Pour les communes de moins de 10 000 habitants, une enquête de recensement portant sur toute la population est réalisée tous les cinq ans, les populations de référence des années intermédiaires étant quant à elles estimées par interpolation ou extrapolation. Pour la commune, le premier recensement exhaustif entrant dans le cadre du nouveau dispositif a été réalisé en 2004.

En 2022, la commune comptait 174 habitants, en évolution de −1,14 % par rapport à 2016 (Somme : −1,26 %, France hors Mayotte : +2,11 %).
| 1793 | 1800 | 1806 | 1821 | 1831 | 1836 | 1841 | 1846 | 1851 |
| ---- | ---- | ---- | ---- | ---- | ---- | ---- | ---- | ---- |
| 330  | 314  | 353  | 352  | 356  | 337  | 334  | 318  | 312  |

| 1856 | 1861 | 1866 | 1872 | 1876 | 1881 | 1886 | 1891 | 1896 |
| ---- | ---- | ---- | ---- | ---- | ---- | ---- | ---- | ---- |
| 305  | 283  | 279  | 280  | 278  | 270  | 267  | 276  | 270  |

| 1901 | 1906 | 1911 | 1921 | 1926 | 1931 | 1936 | 1946 | 1954 |
| ---- | ---- | ---- | ---- | ---- | ---- | ---- | ---- | ---- |
| 249  | 254  | 239  | 136  | 216  | 201  | 182  | 168  | 189  |

| 1962 | 1968 | 1975 | 1982 | 1990 | 1999 | 2004 | 2006 | 2009 |
| ---- | ---- | ---- | ---- | ---- | ---- | ---- | ---- | ---- |
| 167  | 157  | 172  | 169  | 161  | 137  | 153  | 159  | 177  |

| 2014 | 2019 | 2022 | - | - | - | - | - | - |
| ---- | ---- | ---- | - | - | - | - | - | - |
| 175  | 168  | 174  | - | - | - | - | - | - |

## Culture locale et patrimoine

### Lieux et monuments
- Église Saint-Martin[32], reconstruite après les destructions de la Première Guerre mondiale.
- Croix pattée en bordure de voirie.
- Statue Notre-Dame de Billancourt. Statue de la Vierge, de 1950, due au père jésuite desservant la paroisse[33].
- Château, reconstruit en 1924.

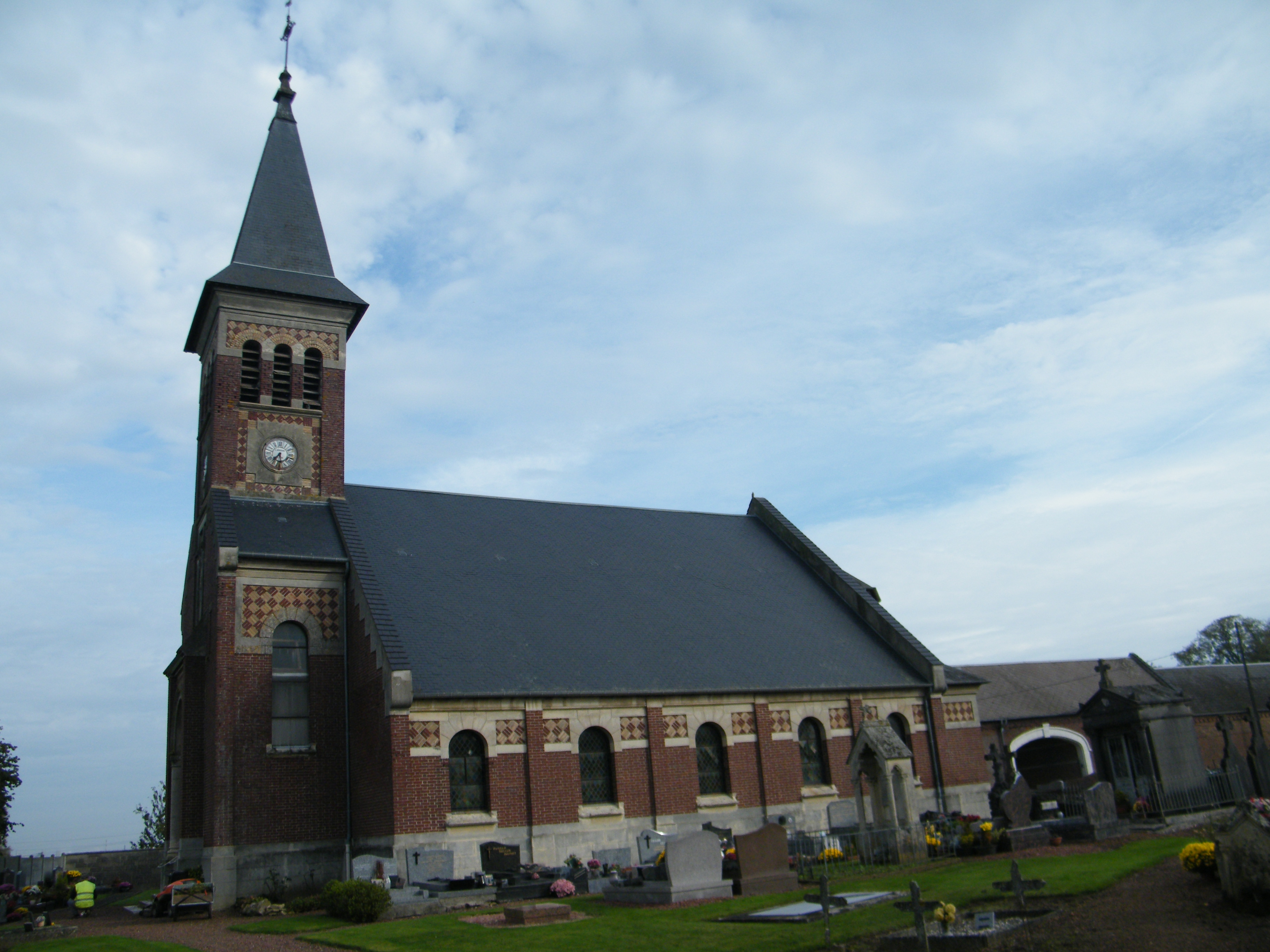
L'église Saint-Martin.
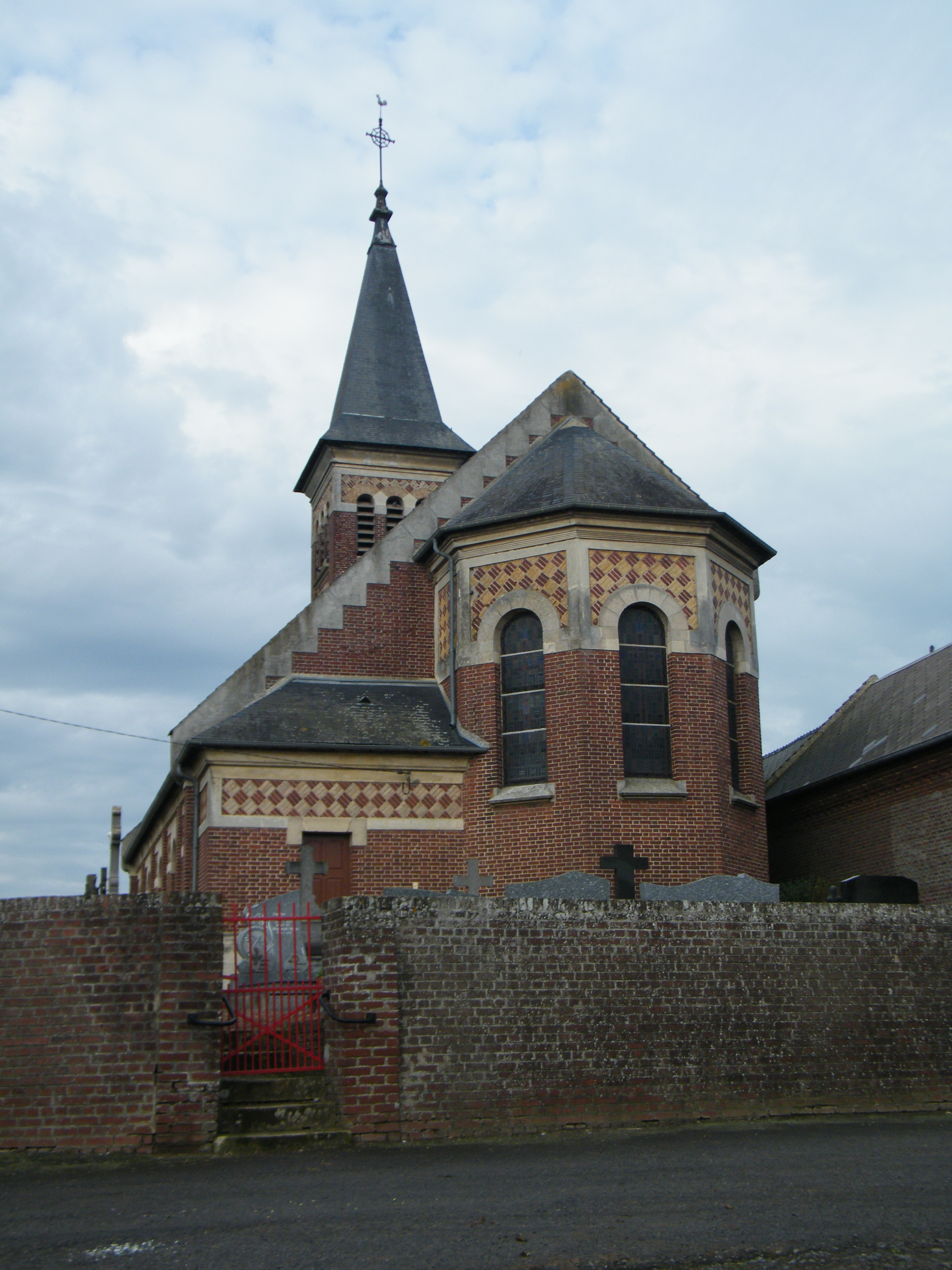
Le chevet de l'église.
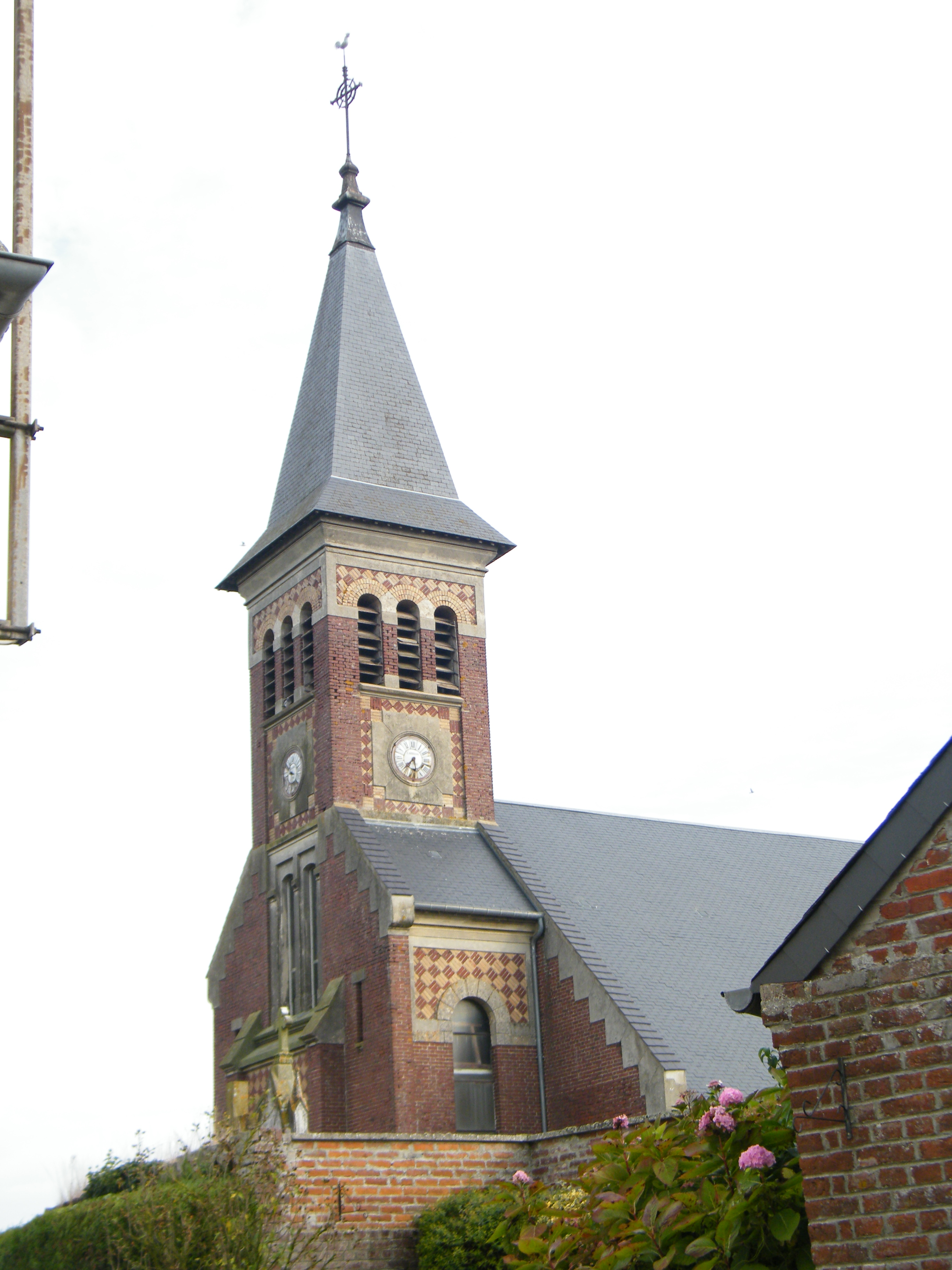
Vue du clocher.
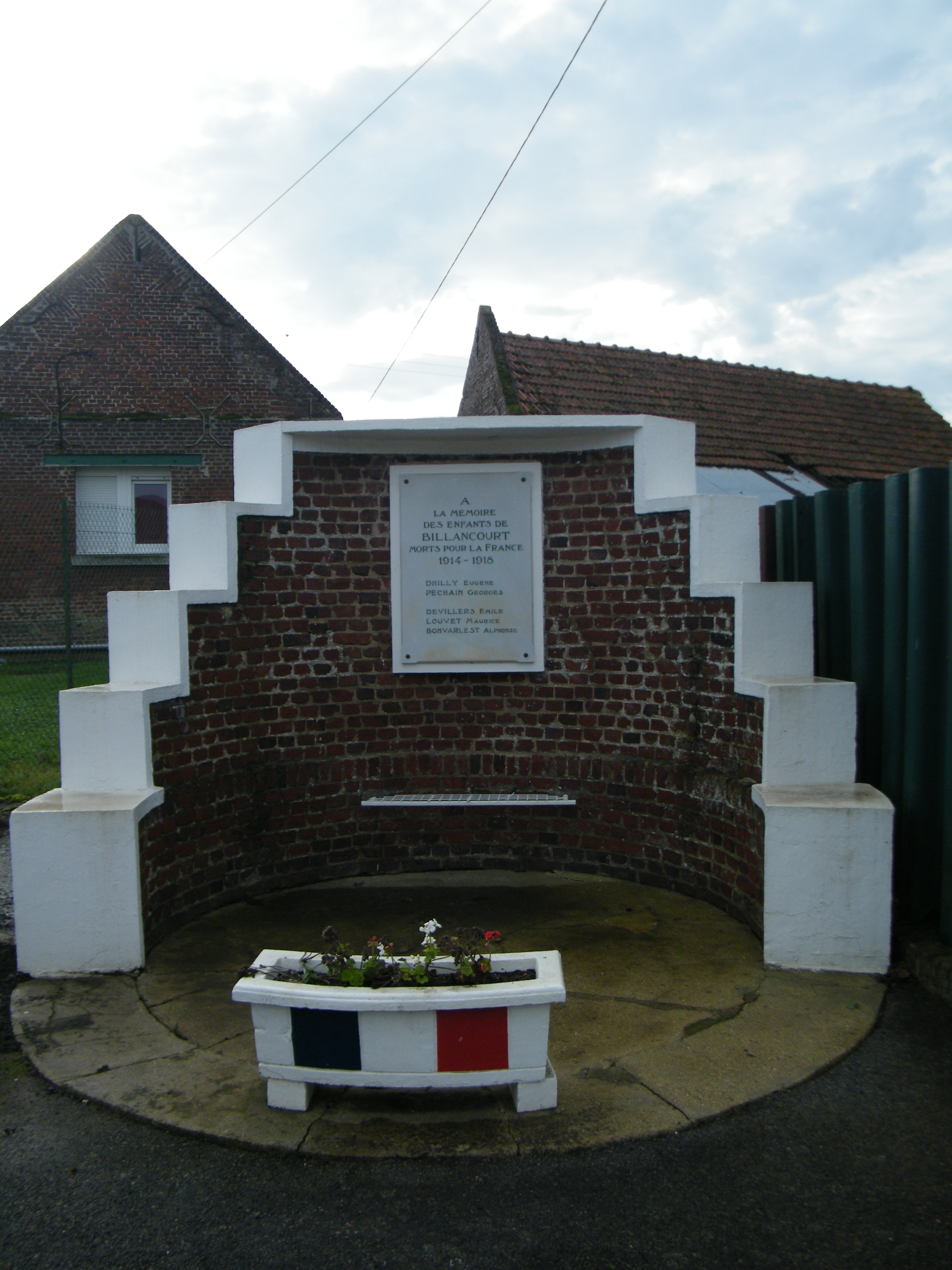
Monument aux morts.
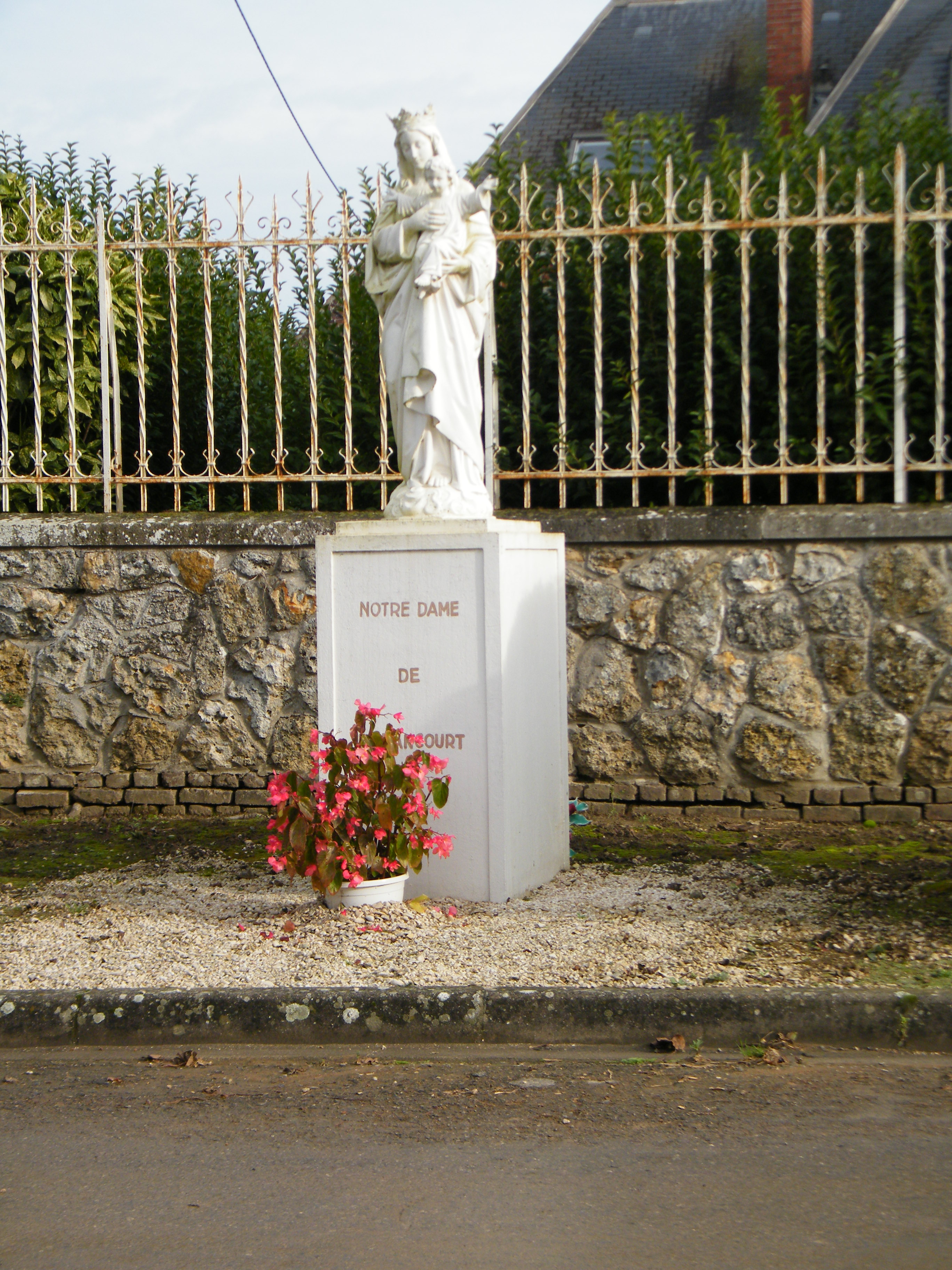
Statue Notre-Dame de Billancourt, en bordure de voirie.
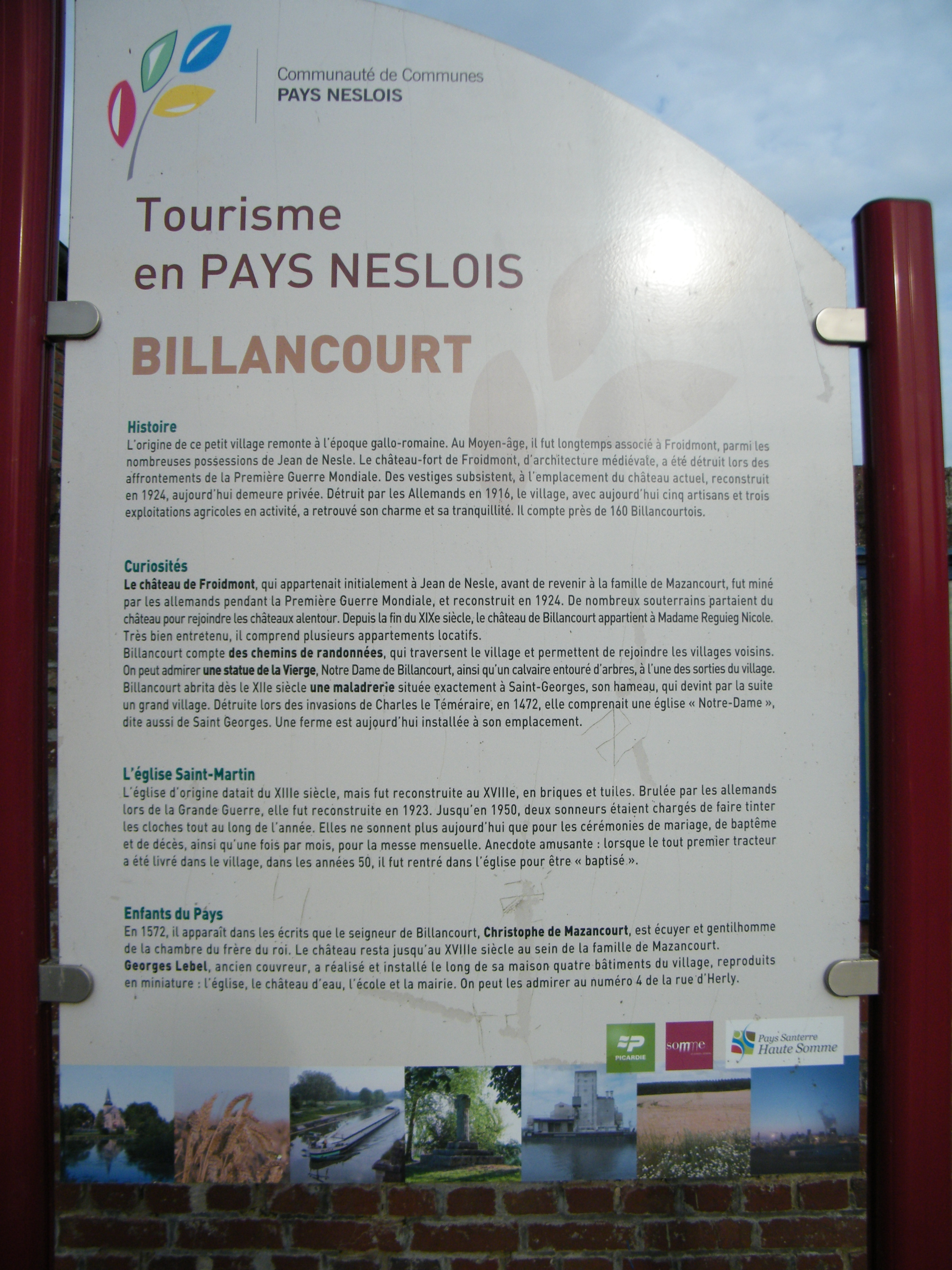
Informations locales.

### Personnalités liées à la commune
- François-Louis du Maitz de Goimpy (1729-1807), chef d'escadre des armées navales, mort au château de Billancourt.

## Pour approfondir